# Asterohyptis
Asterohyptis és un gènere amb tres espècies. Són plantes amb flors que pertanyen a la família de les lamiàcies.

## Distribució
Trobem aquest gènere de plantes a Mèxic, Centreamèrica i el Carib.

## Taxonomia
- Asterohyptis mociniana
- Asterohyptis seemannii
- Asterohyptis stellulata